# Moscou-Shanghai
Pour plus de détails, voir Fiche technique et Distribution.
Moscou-Shanghai (titre original: Moskau – Shanghai) est un film allemand réalisé par Paul Wegener, sorti en 1936.

## Synopsis
La veuve Olga Petrovna entreprend un long voyage alors que l'Empire russe s'écroule. En pleine révolution d'Octobre, il lui est impossible de rejoindre sa fille Maria. Elle n'a pas pu avoir de ses nouvelles par sa nourrice. Elle rencontre par hasard Alexander Repin, une connaissance de son vieil ami et soupirant Sergei Smirnov. Repin accepte de l'aider, d'autant qu'il est tombé amoureux d'Olga. Tous deux tentent de s'échapper avec l'aide d'un prêtre. Mais Alexander est arrêté tandis qu'Olga reste libre, car un pope l'a fait passer pour sa nièce. Alexander et Sergei se retrouvent dans la prison. Mais ce dernier se révèle vite être un traître. Honteux, Sergei aide finalement son ami à s'évader en prétendant l'avoir exécuté et jeté son corps dans le fleuve. Un peu plus tard Smirnov est libéré et part avec Olga, dont il est amoureux depuis longtemps, vers Shanghai.
Durant les années suivantes, il prend soin d'Olga qui, complètement isolée, survit en chantant sur scène. Elle espère contre tout qu'elle reverra  Alexander et sa fille Maria. L'opportunité se présente dix après son départ de Moscou : lors d'une fête de Pâques de la communauté russe, elle reconnaît Alexander Repin dans le chœur des Cosaques du Don. Elle est si heureuse de cette réunion inattendue qu'elle ne remarque pas l'attitude distante d'Alexandre. Mais Sergei, qui accompagne Olga, apprend d'Alexandre qu'il est désormais fiancé à Maria et l'attend pour le lendemain. Il demande à son ami de dire la vérité à Maria sur sa relation avec Olga et de rompre les fiançailles. De son côté, Maria refuse de libérer Alexander et veut avoir avec Olga une discussion de femme à femme. Au cours de cette conversation, elles découvrent qu'elles sont mère et fille. Afin d'éviter le chagrin à sa fille, Olga accepte de renoncer à Alexander. Elle trouve la paix en elle-même bien qu'elle ait perdu les deux êtres les plus chers à son cœur. Elle confie tout à Sergei. Sergei et Olga décident de prendre un nouveau départ.

## Fiche technique
- Titre : Moscou-Shanghai
- Titre original : Moskau-Shanghai
- Réalisation : Paul Wegener assisté de Max W. Kimmich
- Scénario : Kurt Heynicke, Max W. Kimmich
- Musique : Hans-Otto Borgmann
- Direction artistique : Alfred Bütow (de), Willi A. Herrmann
- Costumes : Ida Revelly, Otto Zander
- Photographie : Franz Weihmayr
- Son : Bruno Suckau
- Montage : Munni Obal
- Production : Vasgen Badal (de)
- Sociétés de production : Badal-Film
- Société de distribution : Terra-Filmverleih
- Pays d'origine :  Reich allemand
- Langue : allemand
- Format : Noir et blanc - 1,37:1 - Mono - 35 mm
- Genre : Drame
- Durée : 85 minutes
- Dates de sortie :
  - Troisième Reich : 8 octobre 1936.
  - Pays-Bas : 13 novembre 1936.
  - France : 11 décembre 1936[1].
  - Finlande : 25 décembre 1936.

## Distribution
- Pola Negri: Olga Petrovna
- Wolfgang Keppler: Alexander Repin
- Gustav Diessl: Sergei Smirnov
- Susi Lanner: Maria
- Erich Ziegel: Général Martov
- Karl Dannemann: Grischa
- Hugo Werner-Kahle: Le commandant
- Paul Bildt: Le général Nechludov
- Karl Meixner (de) : Pope
- Rudolf Schündler: Le gibier de potence
- Heinz Wemper: Le commadeur à Karewo
- Walter Gross: Le manager à Shanghai
- Serge Jaroff: Le chef du Chœur des Cosaques du Don
- Elsa Wagner: Mme Iwanowna
- Franz Weilhammer: Le chef de gare
- Ernst Behmer: Un cheminot
- Gustav Püttjer: Un prisonnier à Karewo